# Edith Hall Dohan
Edith Hall Dohan (auch Edith Hayward Hall Dohan; * 31. Dezember 1877 in New Haven, Connecticut; † 14. Juli 1943 in Philadelphia, Pennsylvania) war eine US-amerikanische Klassische Archäologin.

## Leben
Edith Hall war die Tochter des Mathematiklehrers Ely Ransom Hall und Mary Jane Smith Hall, beide Kongregationalisten. Sie war die zweitälteste Tochter von vier Kindern und hatte eine ältere Schwester Anne Hayward und einen jüngeren Bruder Clarence Hayward. Nach dem Schulabschluss an der Woodstock Academy studierte sie am Smith College und schloss 1899 als Bachelor of Arts ab. Sie lehrte für ein Jahr selbst an der Woodstock Academy und begann dann ein Studium der Archäologie und des Griechischen am Bryn Mawr College. 1903 erhielt sie das Agnes Hoppin Memorial Fellowship Stipendium der American School of Classical Studies at Athens, das mit 1000 US-Dollar dotiert war, und das Mary E. Garrett European Fellowship des Bryn Mawr College.
Edith Hall wurde von Harriet Boyd-Hawes, nicht zuletzt weil sie ein Pferd reiten konnte, mit in das Grabungsteam in Gournia auf der Insel Kreta aufgenommen. 1905 kehrte sie nach Amerika zurück und schrieb ihre Doktorarbeit The Decorative Art of Crete in the Bronze Age. Nachdem sie 1908 ihren Doktortitel am Bryn Mawr College verliehen bekommen hatte, wurde sie Dozent für Klassische Archäologie am Mount Holyoke College. 1910 nahm sie an den Grabungen von Richard Berry Seager in Sphoungaras und 1912 an den Grabungen in Vrokastro teil. Ab 1912 arbeitete sie am University of Pennsylvania Museum of Archaeology and Anthropology.
Am 12. Mai 1915 heiratete sie den Anwalt Joseph M. Dohan und widmete sich bis 1920 ganz ihren beiden Kindern David Hayward Warrington und Katharine Elisabeth. Danach wurde sie stellvertretende Kuratorin des Museums und 1942 Kuratorin der mediterranen Abteilung. Hall arbeitete sich in ein neues Gebiet, die Etruskische Kunst ein, rekonstruierte die etruskischen Gräberklassen und organisierte eine Ausstellung. 1943 verstarb Edith Hall Dohan ganz unerwartet an Arteriosklerose und wurde auf dem Friedhof in Woodstock beigesetzt.

## Veröffentlichungen (Auswahl)
- Early painted pottery from Gournia, Crete. In: Transactions of the Department of Archaeology. Free Museum of Science and Art. Bd. 1, Nr. 3, 1905, ZDB-ID 625600-4, S. 191–205.
- Greek and Italian pottery. In: Bulletin of the Pennsylvania Museum. Bd. 4, Nr. 16, 1906, ISSN 0891-3609, S. 53–57, JSTOR:3793411.
- The decorative art of Crete in the Bronze age. In: Transactions of the Department of Archaeology. Free Museum of Science and Art. Bd. 2, Nr. 1, 1906, S. 5–49.
- mit Harriet Boyd Hawes, Blanche E. Williams und Richard B. Seager: Gournia, Vasiliki and other prehistoric sites on the Isthmus of Hierapetra, Crete. Excavations of the Wells-Houston-Cramp expeditions 1901, 1903, 1904. The American exploration Society – Free Museum of Science and Art, Philadelphia PA 1908, (online).
- Excavations in eastern Crete Sphoungaras (= Anthropological Publications. Bd. 3, Nr. 2, ZDB-ID 767952-X). University of Pennsylvania – University Museum, Philadelphia PA 1912, (online).
- Excavations in Eastern Crete, Vrokastro (= Anthropological Publications. Bd. 3, Nr. 3). University of Pennsylvania – University Museum, Philadelphia PA 1914, (online).
- An Archaic Head from Cyprus. In: The Museum Journal. Bd. 12, Nr. 3, 1921, ZDB-ID 211616-9, S. 201–203.
- Archaic Cretan terracottas in America. In: Metropolitan Museum Studies. Bd. 3, Nr. 2, 1931, ZDB-ID 207793-0, S. 209–228, JSTOR:1522780.
- mit John D. Beazley und Valentin Müller: Recent additions to the classical collections (= The Museum Journal. Bd. 23, Nr. 1). University of Pennsylvania – University Museum, Philadelphia PA 1932.
- A brief history of Grace Church. The Church, Baldwinsville, NY 1934.
- Some unpublished vases in the University Museum, Philadelphia. In: American Journal of Archaeology. Bd. 38, Nr. 4, 1934, S. 523–532, JSTOR:498187.
- Unpublished Etruscan inscriptions in the University Museum in Philadelphia. In: Studi etruschi. Bd. 9, 1935, ISSN 0391-7762, S. 325–328.
- Italic tomb-groups in the University Museum. University of Pennsylvania Press, Philadelphia PA 1942.